# Svininfluensa

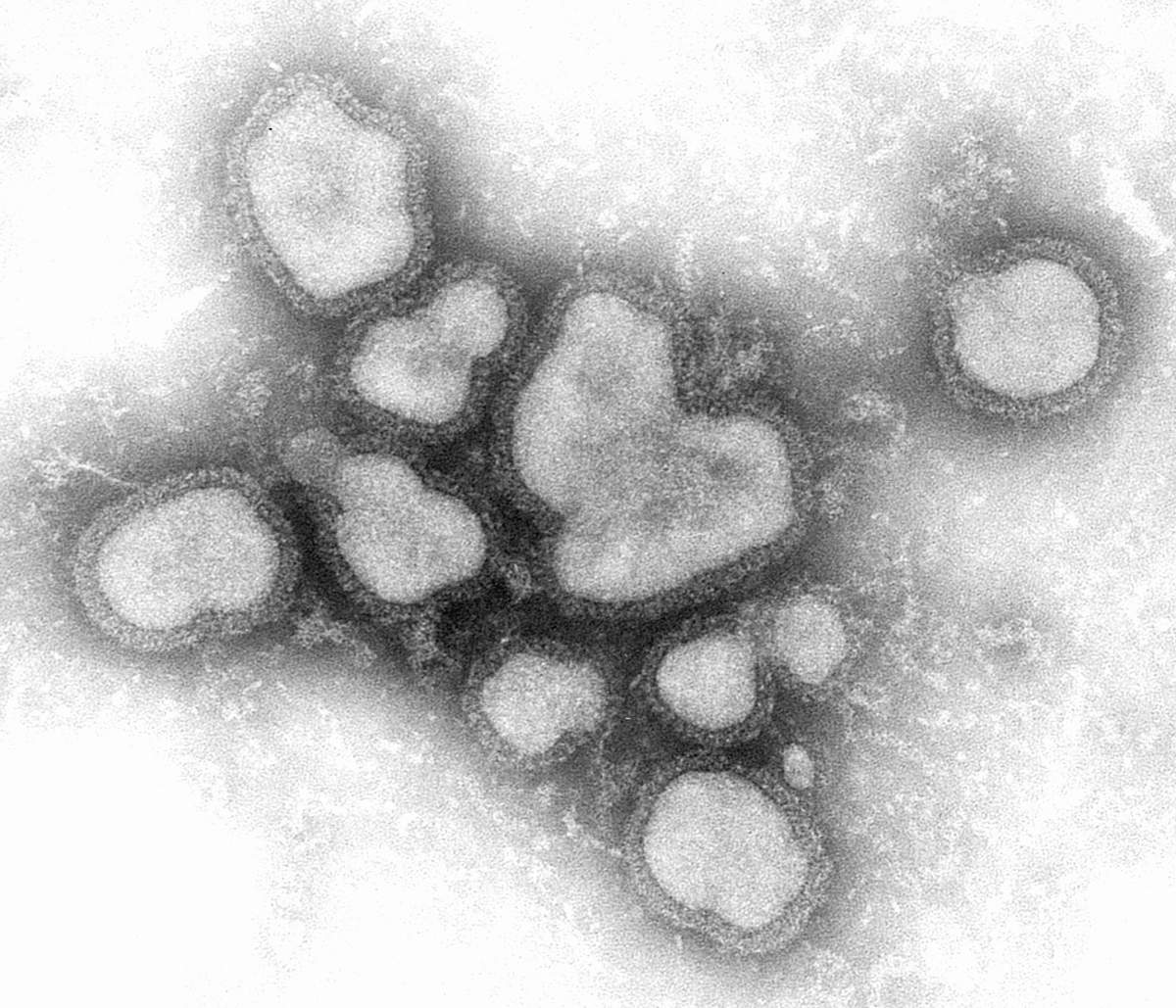
Influensa A-virus

Svininfluensa är en influensa som orsakas av ortomyxovirus endemiska för grispopulationer. Den upptäcktes först 1930 och hos grisar är den vanlig och ibland dödlig. De influensavirus, som orsakat svininfluensa, som man i dag har lyckats isolera tillhör antingen släktet influensavirus typ C eller någon av ett antal olika subtyper av släktet influensavirus typ A, vilka är följande:  H1N1, H1N2, H3N1, H3N2, och H2N3.
I dag känner man till tre subtyper av influensavirus typ A som cirkulerar i världen, hos grispopulationer, vilka är H1N1, H3N2, och H1N2. Före 1998 var det uteslutande subtypen H1N1 som förekom hos grispopulationer i USA.
Svininfluensa sprids normalt inte till människor men det kan mutera eller också kan segment av arvsmassa från olika influensavirus blandas (så kallad reassortment) till former som gör det smittosamt från människa till människa. De virus som är orsaken till H1N1-utbrottet i Mexiko 2009 tros genom reassortment bestå av arvsmassa från fyra olika influensavirus typ A av subtypen H1N1.
WHO har pekat ut svininfluensa som en tänkbar orsak till mänskliga influensapandemier, som brukar uppträda vartannat eller vart tredje årtionde. Den senaste pandemin var Hongkonginfluensan, som slog till på 1960-talet och som spred sig över stora delar av världen.
Influensavirus typ A sammanfattas ofta generellt som fågelinfluensa men för den saken skull ska inte svininfluensa förväxlas med subtypen H5N1, som ofta just refereras till som "fågelinfluensa". H5N1 har smittat närmare 400 människor sedan 2003.

## Symptom hos människor
Vanliga influensasymptom såsom feber och muskelvärk är de vanligaste symptomen; kräkningar och diarré kan också förekomma. De bästa sätten att skydda både sig själv och andra från smittan är att hosta och nysa i armvecket och att försöka hålla händerna rena, till exempel genom handtvätt med tvål och vatten eller eventuell handsprit/handdesinfektion.

## Exempel på utbrott av svininfluensa hos människor
- Spanska sjukan 1918 - var en pandemi hos människor som förknippats med H1N1 och influensa endemisk för grisar,[6] men det kan röra sig om en zoonos antingen från gris till människa eller tvärt om, och detta är idag inte fullt utrett.

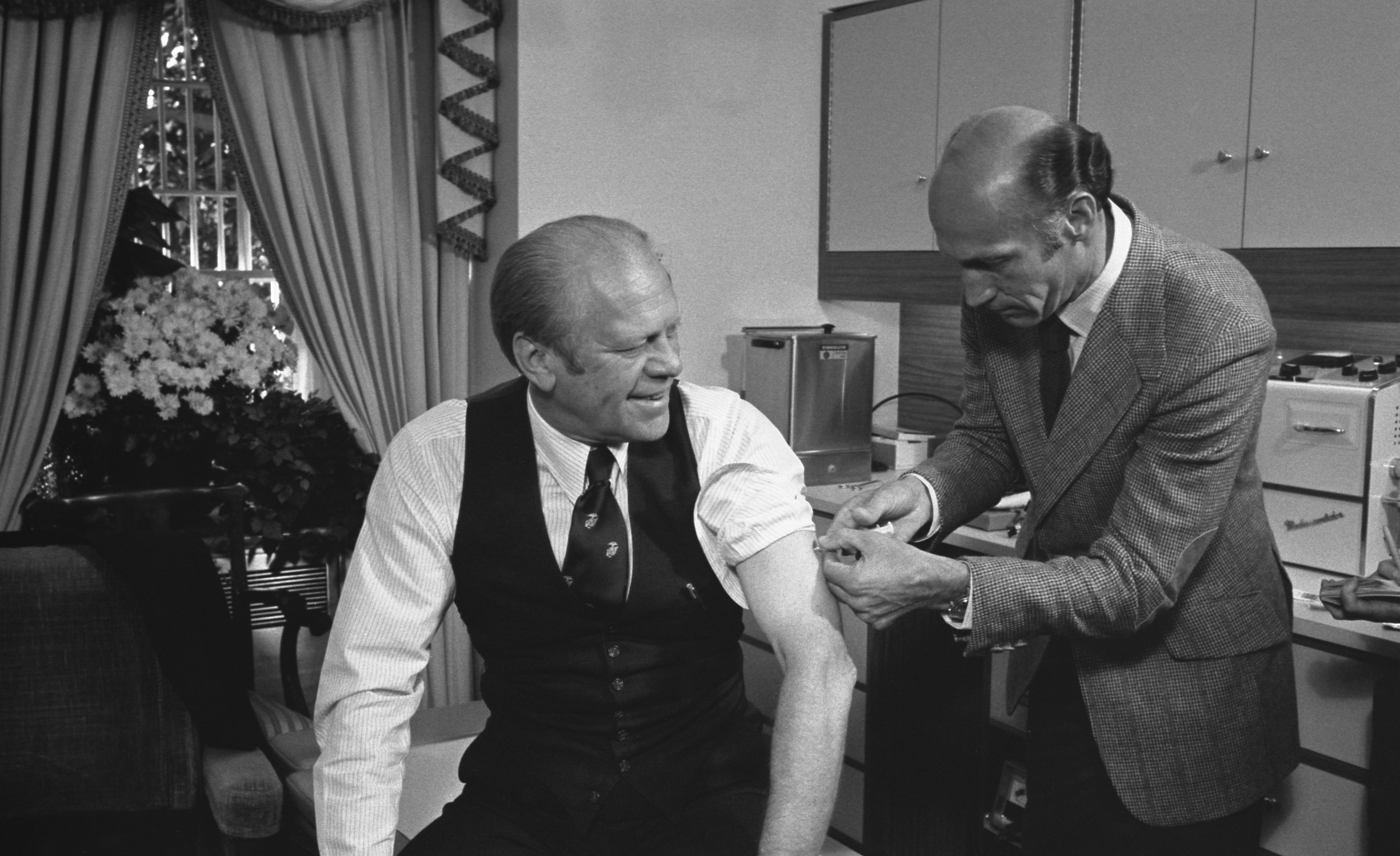
USA:s president Gerald Ford vaccineras mot svininfluensa, 14 oktober 1976.

- Utbrott av svininfluensa i USA 1976 - Den 5 februari 1976 insjuknade en soldat på Fort Dix i USA. Han avled dagen efter och ytterligare fyra personer fick föras till sjukhus. Två veckor senare meddelade myndigheterna att han avlidit av en ny variant av svininfluensa, subtyp H1N1 och som döptes till A/New Jersey/1976 (H1N1). Detta virus isolerades enbart under perioden 19 januari till 9 februari och spred sig inte utanför Fort Dix.[7] Bland annat på grund av att arvsmassan från denna influensa visade sig vara nära besläktad med influensaviruset som orsakade spanska sjukan inleddes ett stort vaccinationsprogram. Cirka 40 miljoner människor, eller 24 % av den amerikanska befolkningen vaccinerades. Tre äldre personer dog i anslutning till att de vaccinerats och det kom rapporter om unga människor som biverkning av vaccinet drabbats av den förlamande, och ibland dödliga sjukdomen Guillain-Barrés syndrom. Detta fick till följd att allmänheten istället riktade sin rädsla mot vaccinet vilket resulterade i att vaccinationsprogrammet avstannade.
- H1N1-utbrottet 2009 - I april 2009 kom nyheten att 81 människor i Mexico City hade dött av vad som beskrevs som en influensa hos människor som härstammade från influensatyp A, endemisk för grisar, av subtyp H1N1.